# Saint-Barthélemy-Grozon
Pour les articles homonymes, voir Saint-Barthélemy.
Saint-Barthélemy-Grozon est une commune française, située dans le département de l'Ardèche en région Auvergne-Rhône-Alpes. Le 17 novembre 1995 Saint-Barthélemy-le-Pin devient Saint-Barthélemy-Grozon.

## Géographie

### Situation et description
Saint-Barthélemy-Grozon est un village de la partie septentrionale de l'Ardèche à l'aspect essentiellement rural et rattaché à la communauté de communes du Pays de Lamastre.

### Climat
En 2010, le climat de la commune est de type climat des marges montargnardes, selon une étude du CNRS s'appuyant sur une série de données couvrant la période 1971-2000. En 2020, Météo-France publie une typologie des climats de la France métropolitaine dans laquelle la commune est dans une zone de transition entre le climat de montagne et le climat méditerranéen et est dans la région climatique Moyenne vallée du Rhône, caractérisée par un bon ensoleillement en été (fraction d’insolation > 60 %), une forte amplitude thermique annuelle (4 à 20 °C), un air sec en toutes saisons, orageux en été, des vents forts (mistral), une pluviométrie élevée en automne (250 à 300 mm).
Pour la période 1971-2000, la température annuelle moyenne est de 10,4 °C, avec une amplitude thermique annuelle de 16,8 °C. Le cumul annuel moyen de précipitations est de 1 048 mm, avec 8 jours de précipitations en janvier et 5,6 jours en juillet. Pour la période 1991-2020, la température moyenne annuelle observée sur la station météorologique de Météo-France la plus proche, « Colombier Jeune Rad », sur la commune de Colombier-le-Jeune à 8 km à vol d'oiseau, est de 11,6 °C et le cumul annuel moyen de précipitations est de 965,0 mm,. Pour l'avenir, les paramètres climatiques de la commune estimés pour 2050 selon différents scénarios d'émission de gaz à effet de serre sont consultables sur un site dédié publié par Météo-France en novembre 2022.

### Hydrographie
Le village de Grozon est traversé par le Grozon, affluent du Doux auquel il a donné son nom.

### Voies de communication
Le territoire communal est traversé par l'ancienne route nationale 533 devenue la RD533 et qui permet de relier Saint-Agrève à Valence, selon un axe approximativement orienté ouest-est.

## Urbanisme

### Typologie
Au 1er janvier 2024, Saint-Barthélemy-Grozon est catégorisée commune rurale à habitat dispersé, selon la nouvelle grille communale de densité à 7 niveaux définie par l'Insee en 2022.
Elle est située hors unité urbaine et hors attraction des villes,.

### Occupation des sols
L'occupation des sols de la commune, telle qu'elle ressort de la base de données européenne d’occupation biophysique des sols Corine Land Cover (CLC), est marquée par l'importance des forêts et milieux semi-naturels (60,2 % en 2018), une proportion sensiblement équivalente à celle de 1990 (60,1 %). La répartition détaillée en 2018 est la suivante : 
forêts (56,8 %), zones agricoles hétérogènes (31,9 %), prairies (7,8 %), milieux à végétation arbustive et/ou herbacée (3,4 %).
L'évolution de l’occupation des sols de la commune et de ses infrastructures peut être observée sur les différentes représentations cartographiques du territoire : la carte de Cassini (XVIIIe siècle), la carte d'état-major (1820-1866) et les cartes ou photos aériennes de l'IGN pour la période actuelle (1950 à aujourd'hui).

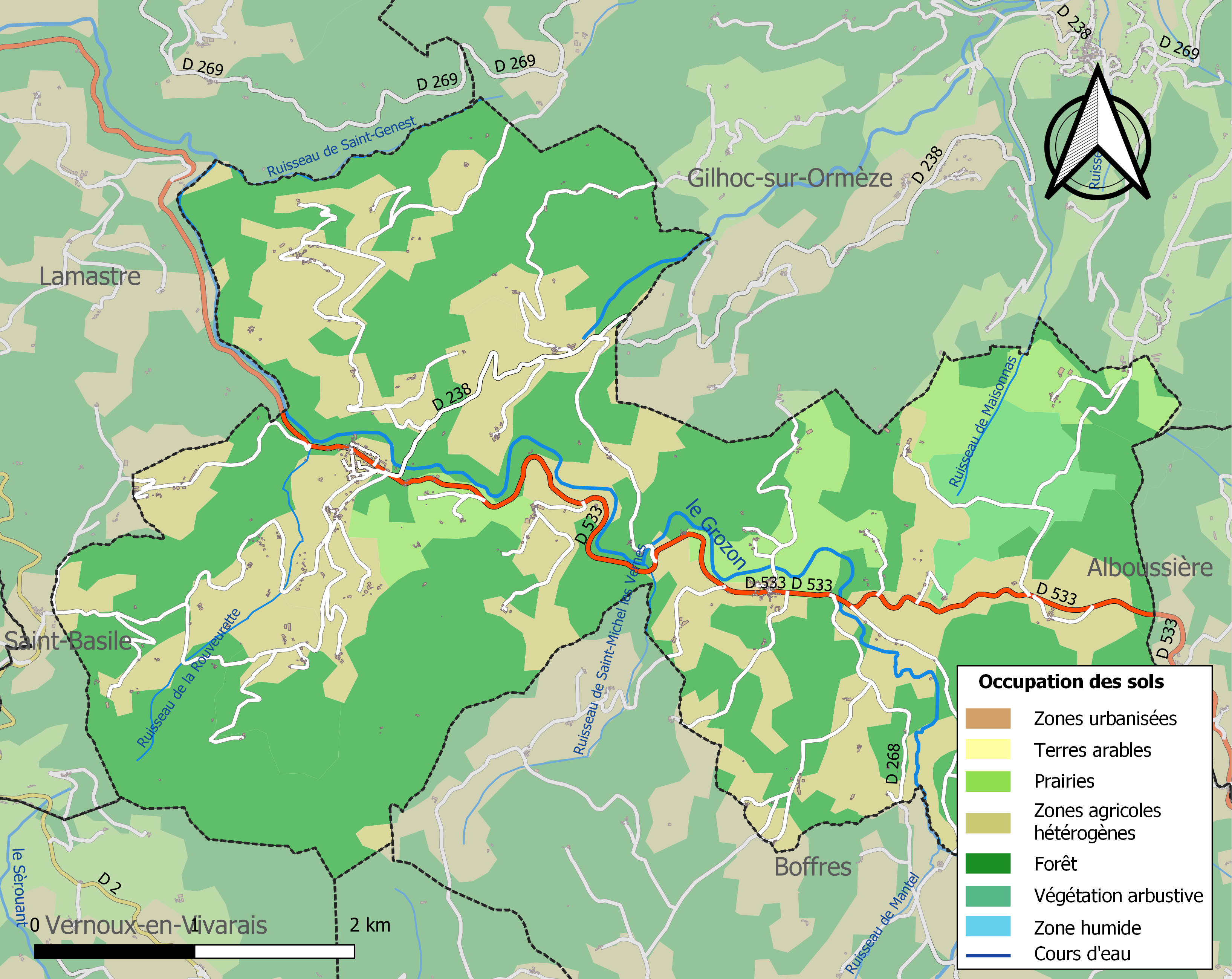
Carte des infrastructures et de l'occupation des sols de la commune en 2018 (CLC).

## Histoire
Le domaine ou grange de Grozon est une ancienne possession de l'ordre du Temple et de la commanderie Saint-Étienne de Valence.
L'église de Sancti Bartholomei au XIe siècle est la possession du monastère de Saint-Chaffre.
En 1590 ce lieu appartient à Christophe de Barjac, seigneur des Ollieres et Solignac.
Saint-Barthélemy était rattachée au diocèse de Valence, mais son église a toujours relevé de Saint-Chaffre, par l'intermédiaire de Macheville, jusqu'à la Révolution. C'est le prieuré de Macheville qui nommait le curé, lequel était réduit à la simple portion congrue de 300 livres. Sous la Révolution, ce lieu fut baptisé « Pin d'Issarlès » à cause de son point culminant du serre de la roue nommé Issarlès dans la carte de l'ancien diocèse de Viviers.
La paroisse de Grozon devenue une commune en 1792 est unie à celle de Saint-Barthélemy-le-Pin dès l'an IX du calendrier républicain pour former l'actuelle commune.

## Politique et administration
| Période                                  | Période                   | Identité          | Étiquette | Qualité                    |
| ---------------------------------------- | ------------------------- | ----------------- | --------- | -------------------------- |
| Les données manquantes sont à compléter. |                           |                   |           |                            |
| mars 1945                                | 1957                      | Louis Mandon      |           | Meunier                    |
| mars 1957                                | 1959                      | Eugene Debeaux    |           | Marchand de vin            |
| mars 1959                                | 1995                      | Auguste Debeaux   |           | Artisan menuisier          |
| juin 1995                                | 2001                      | Alfred Vey        |           | Artisan plombier           |
| mars 2001                                | 2010                      | Guy Raciquot      |           |                            |
| 2010                                     | 2020                      | Dominique Espenel | SE        | Retraité de l'enseignement |
| 2020                                     | En cours (au 6 août 2020) | Jean-Paul Deculty |           | Gendarme retraité          |

## Population et société

### Démographie
L'évolution du nombre d'habitants est connue à travers les recensements de la population effectués dans la commune depuis 1793. Pour les communes de moins de 10 000 habitants, une enquête de recensement portant sur toute la population est réalisée tous les cinq ans, les populations de référence des années intermédiaires étant quant à elles estimées par interpolation ou extrapolation. Pour la commune, le premier recensement exhaustif entrant dans le cadre du nouveau dispositif a été réalisé en 2004.

En 2022, la commune comptait 500 habitants, en évolution de −1,77 % par rapport à 2016 (Ardèche : +2,48 %, France hors Mayotte : +2,11 %).
| 1793 | 1800 | 1806 | 1821 | 1831  | 1836  | 1841  | 1846  | 1851  |
| ---- | ---- | ---- | ---- | ----- | ----- | ----- | ----- | ----- |
| 760  | 871  | 964  | 948  | 1 214 | 1 147 | 1 292 | 1 325 | 1 248 |

| 1856  | 1861  | 1866  | 1872  | 1876  | 1881  | 1886  | 1891  | 1896  |
| ----- | ----- | ----- | ----- | ----- | ----- | ----- | ----- | ----- |
| 1 266 | 1 317 | 1 325 | 1 222 | 1 237 | 1 237 | 1 235 | 1 178 | 1 170 |

| 1901  | 1906  | 1911  | 1921 | 1926 | 1931 | 1936 | 1946 | 1954 |
| ----- | ----- | ----- | ---- | ---- | ---- | ---- | ---- | ---- |
| 1 156 | 1 118 | 1 024 | 865  | 837  | 785  | 766  | 657  | 695  |

| 1962 | 1968 | 1975 | 1982 | 1990 | 1999 | 2004 | 2006 | 2009 |
| ---- | ---- | ---- | ---- | ---- | ---- | ---- | ---- | ---- |
| 628  | 552  | 481  | 460  | 428  | 469  | 512  | 521  | 496  |

| 2014 | 2019 | 2022 | - | - | - | - | - | - |
| ---- | ---- | ---- | - | - | - | - | - | - |
| 509  | 497  | 500  | - | - | - | - | - | - |

### Enseignement
La commune, rattachée à l'académie de Grenoble, compte une école élémentaire publique et une école primaire publique à Saint-Barthélemy-Grozon.
On trouve dans la commune un IME IMPRO dit « Le château de Soubeyran » géré par la Fédération des œuvres laïques de l'Ardèche.

### Manifestations culturelles et festivités
- Red Stock Festival : festival ayant pour but de promouvoir des groupes de musiques régionaux, mais aussi de nouveaux créateurs et artistes (juillet 2010 et 2011)
- Foire au Boudin : foire annuelle rassemblant plusieurs commerçants et forains ainsi que le stand des écoles de Saint-Barthélemy le troisième samedi de novembre.

### Sports
- Association Sportive Saint-Barthélemy-Grozon (ASSBG)
- Club de football masculin du village.

### Cultes
Le village possède deux églises, l'une à Saint-Barthélemy et l'autre dans le village rattaché de Grozon. La communauté catholique et les églises (propriété de la commune) dépendent de la paroisse  « Saint Basile Entre Doux et Dunière » dont la maison paroissiale, située à Lamastre, est rattachée au diocèse de Viviers.
Grozon a également un temple protestant.

## Culture locale et patrimoine

### Lieux et monuments
- L'ancien château des Templiers ;
- L'église Saint-Barthélemy de Saint-Barthélemy-Grozon ;
- L'église Notre-Dame-de-l'Assomption de Grozon ;
- Le temple protestant de l'Église Unie Grozon.

### Héraldique
| Blason de Saint-Barthélemy-Grozon | Blason  | Tiercé en pairle renversé : au 1er de gueules à deux anneaux d'or entrelacés en barre, au 2e d'or à une branche de châtaignier de sinople fruitée du champ, au 3e d'azur à la fasce ondée d'argent. |
| Blason de Saint-Barthélemy-Grozon | Détails | Création Jean-François Binon, utilisée par la commune. |